# الجمهورية النيجيرية الثانية
كانت الجمهورية الثانية الحكومة الجمهورية في نيجيريا بين عامي 1979 و1983 التي يحكمها الدستور الجمهوري الثاني.

## تأسيس (1979)
في أعقاب اغتيال رئيس الجيش النيجيري من الدولة، العام مورتالا محمد في عام 1976، بدأت خليفته العامة اولوسيجون اوباسانجو عملية التحول إلى إنهاء الحكم العسكري في عام 1979. وتمت صياغة الدستور الجديد، الذي شهد نظام وستمنستر للحكومة (التي تستخدم سابقا في الجمهورية الأولى) التخلي عن نظام رئاسي على الطريقة الأميركية. تكليف الدستور عام 1979 التي الأحزاب السياسية والمناصب الوزارية تعكس «الطابع الاتحادي» الأمة - كان مطلوبا الأحزاب السياسية أن تكون مسجلة في ما لا يقل عن ثلثي الدول، وكان يطلب من كل دولة لإنتاج واحد على الأقل عضو مجلس الوزراء.
وقد تم انتخاب الجمعية التأسيسية في عام 1977 لوضع مشروع الدستور الجديد، الذي نشر في 21 سبتمبر 1978، عندما تم رفع الحظر على النشاط السياسي. في عام 1979، وتنافس خمسة أحزاب سياسية في سلسلة من الانتخابات التي انتخب الحاج شيهو شاجارى للحزب الوطني نيجيريا (NPN) الرئيس. أوباسانجو نقل السلطة سلميا إلى شاجاري، ليصبح أول رئيس دولة في التاريخ النيجيري إلى الخطوة طواعية إلى أسفل. فاز كل الأطراف الخمسة التمثيل في الجمعية الوطنية. في آب 1983، تم عاد شاجاري وNPN إلى السلطة في انتصارا ساحقا، مع أغلبية المقاعد في الجمعية الوطنية والسيطرة على 12 حكومات الولايات. ولكن تم شابت الانتخابات أعمال عنف وأدت مزاعم تزوير على نطاق واسع التصويت والمخالفات الانتخابية إلى معارك قانونية على النتائج. على نطاق واسع في مراقبة الانتخابات 1979، وانتخب الحاج شيهو شاجارى على منصة NPN. في 1 أكتوبر 1979، أدى اليمين الدستورية شيهو شاجارى في أول رئيس والقائد العام للقوات المسلحة لجمهورية نيجيريا الاتحادية.

## الرؤساء
| الرئيس      | المدى                          | حزب                   |
| ----------- | ------------------------------ | --------------------- |
| شيهو شاجارى | 1 أكتوبر 1979 - 31 ديسمبر 1983 | الحزب الوطني النيجيري |

## الأحزاب السياسية
- الكبرى النيجيري حزب الشعب (الحزب الوطني الجديد)
- الحزب الوطني النيجيري (NPN)
- حزب المسبق نيجيريا (NAP)
- حزب الشعب النيجيري (الحزب الوطني الجديد)
- الخلاص حزب الشعب (الحزب الثورى)
- حزب الوحدة نيجيريا (UPN)

## النشاط السياسي
تاي Solarin، والتربوي، وشنت المنابر العامة بانتظام، إلى التحدث علنا في تحد لما شعر بقوة وكانت وجهات النظر السلبية للحكومة الجمهورية الثانية. كان مثل ناشط آخر أيوديلي Awojobi، أستاذ الهندسة الميكانيكية، والتي رفعت عدة دعاوى قضائية والتجمعات السياسية التي نظمت في الاحتجاج على نتائج الانتخابات النيجيرية التي عادت شيهو شاجارى، شاغل الوظيفة، والرئيس في الجمهورية الثانية - انه يعتقد اعتقادا جازما كانت النتائج على نطاق واسع زورت.

### أفرثروو
في 31 ديسمبر عام 1983، أطاح الجيش الجمهورية الثانية. وأشار اللواء محمد بوهاري، زعيم التمرد، اتهامات بالفساد وعدم الكفاءة الإدارية كأسباب للتدخل العسكري. انه برز بوصفه زعيم المجلس العسكري الأعلى (SMC)، الهيئة الحاكمة الجديدة في البلاد. وضعت الرئيس شاجارى تحت الإقامة الجبرية، وعدد من أعضاء مجلس وزرائه كانوا إما سجنوا أو نفوا. أطيح الحكومة بوهاري سلميا عضو ليحتل المرتبة الثالثة، في تصريح خاص ل الجنرال إبراهيم بابانجيدا في أغسطس 1985. استشهد بابانجيدا إساءة استخدام السلطة، وانتهاكات حقوق الإنسان من قبل ضباط الرئيسية للSMC، وفشل الحكومة في التعامل مع تفاقم الأزمة الاقتصادية في البلاد كمبررات للسيطرة. خلال أول أيامه في منصبه انتقلت الرئيس بابانجيدا لاستعادة حرية الصحافة وإطلاق سراح المعتقلين السياسيين المحتجزين بدون تهمة. كجزء من خطة الطوارئ الاقتصادية في 15 شهرا أعلن تخفيضات الأجور للجيش والشرطة وموظفي الخدمة المدنية والقطاع الخاص. أظهر الرئيس بابانجيدا نيته لتشجيع المشاركة العامة في صنع القرار من خلال فتح نقاش وطني حول إجراءات الإصلاح الاقتصادي والانتعاش المقترحة. أقنع استجابة الجمهور بابانجيدا من المعارضة الشديدة لحزمة الإنعاش الاقتصادي التي تعتمد على صندوق النقد الدولي (IMF) قرض.